# غيردا فون بولو
غيردا فون بولو (بالدنماركية: Gerda von Bülow)‏ هي موسيقية دنماركية، ولدت في 23 سبتمبر 1904، وتوفيت في 4 مايو 1990.